# Альфред Маєр (офіцер-підводник)
Альфред Маєр (нім. Alfred Meier; 31 грудня 1907, Зезен — 25 грудня 1992) — німецький офіцер-підводник, оберлейтенант-цур-зее резерву крігсмаріне (1 червня 1944).

## Біографія
В липні 1939 року вступив на флот. Після проходження навчання з 23 серпня 1939 року служив в 232-му морському зенітному дивізіоні. З 7 грудня 1939 по 14 січня 1940 року пройшов підготовку помічника штурмана, після чого служив в 1-му дивізіоні корабельного озброєння. З березня 1940 року — помічнник штурмана і вахтовий офіцер в 11-й протичовновій флотилії.
З 24 листопада 1942 по 31 травня 1943 року пройшов курс підводника. З 1 червня 1943 року — 1-й вахтовий офіцер на підводному човні U-138, на якому взяв участь у чотирьох походах; під час другого походу був потоплений 1 корабель водотоннажністю 5419 тонн і пошкоджений 1 корабель (6993 тонни). З 25 листопада 1944 року — командир UIT-25, одночасно 1-3 травня 1945 року командував U-3012. 10 травня 1945 року інтернований японською владою в Кобе. Після закінчення Другої світової війни взятий в полон британськими військами. 29 березня 1947 року звільнений.

## Звання
- Рекрут (липень 1939)
- Штурмансмат резерву (1 березня 1940)
- Штурман резерву (1 серпня 1940)
- Оберштурман резерву (1 жовтня 1941)
- Лейтенант-цур-зее резерву (1 грудня 1942)
- Оберлейтенант-цур-зее резерву (1 червня 1944)

## Нагороди
- Залізний хрест
  - 2-го класу (2 травня 1940)
  - 1-го класу (1944)
- Нагрудний знак мінних тральщиків (24 грудня 1940)
- Нагрудний знак підводника (1 листопада 1943)
- Фронтова планка підводника в сріблі (3 квітня 1945)